# Silnice II/496
Silnice II/496 je silnice II. třídy, která vede z Luhačovic do Komni. Je dlouhá 20,2 km. Prochází jedním krajem a dvěma okresy.

## Vedení silnice

### Zlínský kraj, okres Zlín
- Luhačovice (křiž. II/492)
- Kladná Žilín

### Zlínský kraj, okres Uherské Hradiště
- Přečkovice (křiž. III/49510)
- Bojkovice (křiž. II/495, peáž s II/495)
- Komňa (křiž. I/50)